# Quercus ghiesbreghtii
Quercus ghiesbreghtii là một loài thực vật có hoa trong họ Cử. Loài này được M.Martens & Galeotti miêu tả khoa học đầu tiên năm 1843.